# Юпітер LXX
Юпітер LXX — супутник Юпітера, також відомий під початковим позначенням S/2017 J 9. Відкритий Скоттом Шеппардом та його командою у 2017 році. Оголошено про це відкриття було лише 17 липня 2018 року в електронному циркулярі Центру малих планет.
Супутник належить до групи Ананке. Він має діаметр приблизно 3 кілометри і та обертається навколо великої півосі близько 21 487 000 км з нахилом орбіти приблизно 152,7°.